# Мястечко-Слёнске-Узкоколейная
Мястечко-Слёнске-Узкоколейная (пол. Miasteczko Śląskie Wąskotorowe) — пассажирская станция Верхнесилезских узкоколейных железных дорог в городе Мястечко-Слёнске, в Силезском воеводстве Польши. Имеет 1 платформу и 1 путь. Используются для перевозки туристов на узкоколейной линии Мястечко-Слёнске-Узкоколейная — Бытом-Узкоколейная.
Станция построена в 1892 году, когда город Мястечко-Слёнске (нем. Georgenberg, Георгенберг) был в составе Германской империи.